# Neocopepoda
Neocopepoda è un'infraclasse di crostacei copepodi.